# Sopotnica (Gadžin Han)
Pour les articles homonymes, voir Sopotnica.
Sopotnica (en serbe cyrillique : Сопотница) est un village de Serbie situé dans la municipalité de Gadžin Han, district de Nišava. Au recensement de 2011, il comptait 179 habitants.

## Démographie
| 1948 | 1953 | 1961 | 1971 | 1981 | 1991 | 2002 | 2011 |
| ---- | ---- | ---- | ---- | ---- | ---- | ---- | ---- |
| 950  | 898  | 715  | 604  | 474  | 334  | 248  | 179  |

|  |